# Ernakulam (distrikt)

Ernakulam (malayalam: എറണാകുളം ജില്ല) är ett distrikt i den indiska delstaten Kerala. Distriktets huvudort heter Kochi. Folkmängden i distriktet var 3 279 860 invånare 2011.